# Edme Moreau
Ne doit pas être confondu avec Edmé Moreau.
Edme Moreau, né le 4 septembre 1746 et mort le 5 septembre 1805 à Compigny, dans l'Yonne, est un homme politique français.

## Biographie
Edme Moreau est élu député de l'Yonne à l'Assemblée législative le 2 septembre 1791. Il y siège jusqu'au 20 septembre 1792. Il siège à droite et quitte la vie politique après sa législature.

## Sources
- « Edme Moreau », dans Adolphe Robert et Gaston Cougny, Dictionnaire des parlementaires français, Edgar Bourloton, 1889-1891 [détail de l’édition]